# نحن البيلاروسيون
مي بييلاروسى ((بالروسية: Мы, белорусы)‏, "نحن البيلاروسيون")، هي التسمية غير الرسمية للنشيد الرسمي لبيلاروسيا. وهو كذلك السطر الأول من الكلمات. رسميا "مي بييلاروسى" يسمى "نشيد الدولة لجمهورية بيلاروسيا ((بالروسية: Государственный гимн Республики Беларусь)‏) النص في الأصل كتب وأعتمد سنة 1955 كنشيد للجمهورية لبيلاروسيا السوفيتية. وموسيقى هذا النشيد من تلحين نسيار ساكالوسكي، أما الكلمات فهي بقلم ميخاس كيلموفيش. بعد انتهاء الإتحاد السوفيتي، موسيقى ساكالوسكي احتفظ بها أما الكلمات فهمشت. والكلمات الجديدة فهي من كتابة كيلموفيش وأولادزيمير كارزني، وقد اعتمدت من خلال المرسوم السياسي في 2 جويلية 2002. تغنى كلمات النشيد اليوم في المناسبات الودية، وتكريما للمعارك العسكرية السابقة واستشرافا بالمستقبل. وقد حفظت الموسيقى نظرا لصلتها التاريخية ببيلاروسيا.

## النشيد الرسمي لبيلاروسيا السوفيتية
مي بييلاروسى في الأصل هي النشيد الرسمي للجمهورية البيلاروسيا السوفيتية (بيلاروسيا гімн Беларускай Савецкай: Сацыялістычнай Рэспублікі, روسي: гимн Белорусской Советской Социалистической Республики)، انطلاقا من 24 فيفري 1955. النشيد الرسمي من تلحين ساكالوسكي والكلمات بقلم ماكسيم كيلموفيش. عرض النشيد أمام هيئة المحلفين سنة 1944، لكنه استغرق 11 سنة من التعديلات قبل أن يعتمد رسميا. بعد فترة وجيزة من استقلال بيلاروسيا، عدل النشيد الرسمي حيث حذفت الكلمات التي ترمز للشيوعية. ومن بين المحاولات نذكر التي حصلت سنة 1995 حيث اعتمدت قصيدة ناتالا أرسينيفا الله سبحانه وتعالى كنشيد وطني لبيلاروسيا. لكن لم يتم تنفيذ هذا الاقتراح رغم دعم اللجنة البرلمانية له.

## النشيد الرسمي للجمهورية البيلاروسيا
الاستذكار القانوني الوحيد للنشيد الوطني البيلاروسي قبل 2002 هو دستور الجمهورية البيلاروسيا. القسم الأول، الفصل 19 من الدستور الذي يقول: «رمز الجمهورية البيلاروسية هو العلم، الشعار الوطني والنشيد الوطني.» في حين أن الدستور هو الوحيد الذي ذكر أن النشيد والعلم والشعار الوطني هي رموز للدولة، وكل من هذه الرموز ينبغي التعريف به من طرف القانون. في 18 جوان 2002، قبل يوم من استقلال بيلاروسيا. كانت أساسيات المرسوم الرئاسي هي كتابة كلمات للنشيد الوطني مع تلحين موسيقى مناسبة للكلمات الجديدة.
قبل إعلان المرسوم السياسي الرئيس ألكسندر لوكانشنكو، أستمع إلى خمس محاولات للنشيد الرسمي. ثلاث من الخمس محاولات استعملت الموسيقى الملحنة على يد ساكالوسكي مع مطلع قصيدة "ماي بيلاروسيا. حسب صحيفة بيلاروسيا السوفيتية فان الرئيس لوكاشنكو قد قرر اختيار النشيد في 12 جوان 2002، وأختار 3 جويلية كتاريخ أول أداء. وهو ذكرى استقلال البلاد، وذكرى إخراج الفيرماخت من المينسك على يد الجيش الأحمر سنة 1944. بينما أن الأداء الأول قد حصل في 2 جويلية في حفلة نظمتها الحكومة كجزء من الاحتفال بالاستقلال.
لم يكن لبيلاروسيا أي نشيد رسمي قبل الحقبة السوفيتية. وعندما أصدر الرئيس لوكاشنكو المرسوم الرئاسي لاختيار النشيد الوطني، جدت بعض التغيرات على نشيد الحقبة السوفيتية. حينما عوضت المراجع الروسية، الحزب شيوعي سوفيتي ولينين فلاديمير. احتفظ بمبدأ الصداقة بين الشعوب والموسيقى الأصلية التي لحنها ساكالوسكي. وقد قامت الحكومة بترك ذلك اللحن في إطار المحافظة على تاريخ البلد. وكذلك نظرا لشعبيته والناحية الكيفية للموسيقى. وبعد اعتماد النشيد الوطني، فقد انتهت عملية اعتمدا رمز وطني.

### ردة الفعل
علقت منظمة بيت الحرية على اعتماد النشيد الوطني في تقرير حول الدولة نشر سنة 2003. في الصفحة 25 من التقرير. المنظمة قالت أن الرئيس لوكاشنكو أعاد الرموز التي كانت معتمدة في الجمهورية البيلاروسيا السوفيتية. في 2002، وافق الرئيس على نسخة مبسطة من النشيد الجمهورية القديمة «ماي بيلاروسي» كنشيد وطني جديد. ذكر التقرير أيضا أن الرئيس قد قام بحضر شعار الباهونيا القديم والعلم الأبيض، أحمر وأبيض. حيث أنه ذكر بأنها ترتبط بالفاشية. سنة 2003 كتب د.تاراس كورزيو في راديو أوروبا الحرة بأن الرئيس لوكاشنكو هو وطني سوفيتي بيلاروسي حديث يحن لرئاسة نظام سوفيتي. كوزيو قال بأن الدوافع الروسية والبيلاروسيا لإعادة رموز الحقبة السوفيتية هو جزء من الحنين إليها.

### القوانين
يجب أن يؤدى النشيد منسجما بين الكلمات واللحن، التلفاز الراديو يبث النشيد يوميا عند الفتح الساعة السادسة وعند الغلق (حوالي منتصف الليل). يؤدى النشيد أيضا في بعض المناسبات، كالاجتماعات الحكومية، قبل اللقاءات الرياضية وقبل تقليد المنصب الرئاسي. وريثما ينطلق النشيد يطالب المواطنون بالتركيز، أما الجيش والشرطة فهي مطالبة بتحيته.

## الكلمات
| بيلاروسي | الأبجدية البلاروسيا | ترجمة عربية |
| --- | --- | --- |
| Мы, беларусымірныя людзі, Сэрцам адданыя роднай зямлі, Шчыра сябруем, сілы гартуем Мы ў працавітай, вольнай сям'і. Прыпеў: Слаўся, зямлі нашай светлае імя, Слаўся, народаў братэрскі саюз! Наша любімая маці-Радзіма, Вечна жыві і квітней, Беларусь! (أعد السطرين الأخيرين) Разам з братамі мужна вякамі Мы баранілі родны парог, У бітвах за волю, бітвах за долю Свой здабывалі сцяг перамог! Прыпеў Дружба народаў} сіла народаў — Наш запаветны, сонечны шлях. Горда ж узвіся ў ясныя высі, Сцяг пераможны радасці сцяг! Прыпеў | My, biełarusy mirnyja ludzi, Sercam addanyja rodnaj ziamli. Ščyra siabrujem, siły hartujem My ŭ pracavitaj, volnaj siamji! Prypieŭ: Słaŭsia ziamli našaj śvietłaje imia, Słaŭsia, narodaŭ braterski sajuz! Naša lubimaja maci-Radzima, Viečna žyvi i kvitniej, Biełaruś! (أعد السطرين الأخيرين) Razam z bratami mužna viakami My baranili rodny paroh, Ŭ bitvach za volu, bitvach za dolu Svoj zdabyvali ściah pieramoh! Prypieŭ Družba narodaŭ siła narodaŭ — Naš zapavietny, soniečny šlach. Horda ž uźvisia ŭ jasnyja vysi, Ściah pieramožny radaści ściah! Prypieŭ | نحن البلاروسيون، ناس مسالمون، بإخلاص، نضحي من أجل بلدنا الأم. نحن أصدقاء مخلصون، كبرنا و نعيش في عائلة مواضبة ومستقلة. رافان المجد لبركات اسم أرضنا! المجد لإتحاد الأخوة بين الناس! نعيش طويلا في ازدهار، عزيزتنا الأرض البيلاروسيا! (أعد السطرين الأخيرين) نحن مع بعض مع أخواننا لقرون بشجاعة نحمي وطننا في العتبة. فزنا بلافتات انتصارنا في الكثير من المعارك من أجل الحرية! رافان شعوب الصداقة، شعوب قوية طريقنا المضيء المقدس. طر بفخر في السماء الصافية، لافتات الانتصار، لافتات الإشراق! رافان |

## معرض صور

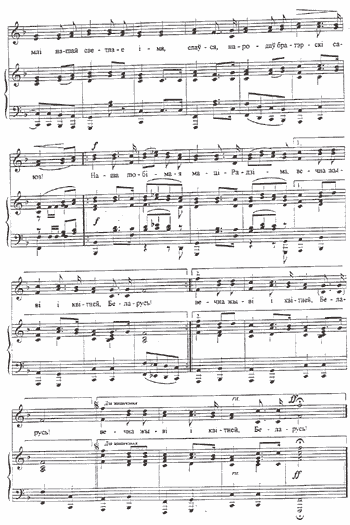
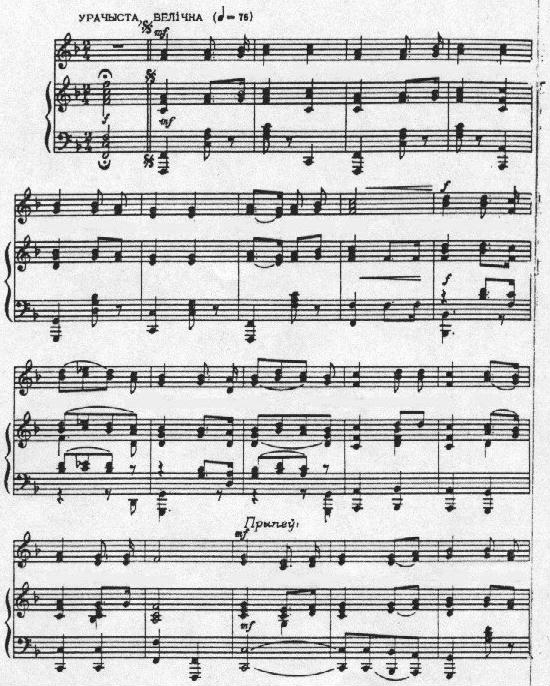
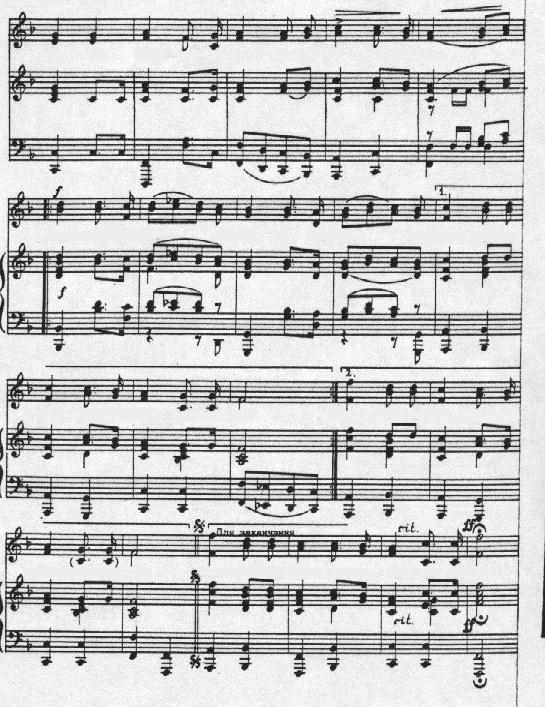